# Campeonato Paulista de Futebol Amador do Estado
O Campeonato Paulista Amador de Futebol é uma competição estadual de futebol amador realizada em São Paulo. É organizado desde 1942 pela Federação Paulista de Futebol.

## História
Nos primórdios do futebol paulista, todas as competições eram amadoras, logo o vencedor de cada torneio era também considerado o campeão amador de determinada liga de cada temporada. Com o irreversível processo de profissionalismo do esporte em curso desde meados da década de 1930 no Brasil, o governo do Estado de São Paulo determinou que haveria uma entidade para gerir as competições para clubes profissionais – a Liga de Futebol do Estado de São Paulo (LFESP) – e outra para cuidar dos campeonatos para equipes amadoras – a Federação Paulista de Futebol Amador (FPFA). Uma lei do governo federal estandarizou as entidades esportivas, outorgando que cada unidade federativa do país tivesse uma única instituição para gerir o futebol em nível local. Como resultado, no estado de São Paulo nasceu a Federação Paulista de Futebol, que por sua vez criou departamentos específicos para futebol profissional e amador. Essa separação entre amadores e profissionais é uma característica bastante própria do futebol brasileiro em relação a outros países.
Desse modo, o departamento de futebol amador da FPF cuidava de uma série de competições oficiais específicas para equipes amadoras, criando, por exemplo, o Campeonato Estadual Amador, reunindo os campeões do Campeonato do Interior (para times amadores de fora da Grande São Paulo) e do Torneio dos Campeões Amadores da Capital (que reunia os vencedores dos certames amador, varzeano e classistas paulistanos). Em sua primeira edição, em 1942, o Laboratório Paulista de Biologia FC derrotou o EC Taubaté.
Na primeira metade da década de 1970, já não havia mais competições amadoras e varzeanas da capital paulista, fazendo com que a final estadual fosse o confronto direto entre os vencedores dos certames do Interior e do Centro Paulista Comércio e Indústria de Desportos (CPCID).. No entanto, em 1978, a CPCID desligou-se oficialmente da FPF, o que fez levou esta entidade a reconhecer, a partir dali, o vencedor do Campeonato Amador do Interior como o campeão amador de todo o estado de São Paulo.

## Campeões

### Campeonato Amador do Estado (1942–1977)
| Ano  | Campeão                                         | Vice campeão                                    | Ref               |
| ---- | ----------------------------------------------- | ----------------------------------------------- | ----------------- |
| 1942 | Laboratório Paulista de Biologia FC (São Paulo) | EC Taubaté (Taubaté)                            | [ 4 ] [ 5 ]       |
| 1943 | Laboratório Paulista de Biologia FC (São Paulo) | EC Noroeste (Bauru)                             | [ 4 ] [ 6 ]       |
| 1944 | Guarani FC (Campinas)                           | SE Palmeiras Amador (São Paulo)                 | [ 4 ] [ 7 ]       |
| 1945 | SE Palmeiras Amador (São Paulo)                 | Batatais FC (Batatais)                          | [ 4 ] [ 8 ]       |
| 1946 | Bauru AC (Bauru)                                | SAMS FC (São Paulo)                             | [ 4 ] [ 9 ]       |
| 1947 | SE Palmeiras Amador (São Paulo)                 | Rio Pardo FC (São José do Rio Pardo)            | [ 4 ] [ 10 ]      |
| 1948 | Laboratório Paulista de Biologia FC (São Paulo) | São Paulo FC (Araraquara)                       | [ 4 ]             |
| 1949 | Laboratório Paulista de Biologia FC (São Paulo) | Altinópolis FC (Altinópolis)                    | [ 4 ]             |
| 1950 | América (Ibitinga)                              | Laboratório Paulista de Biologia FC (São Paulo) | [ 4 ]             |
| 1951 | AA Ponte Preta (Campinas)                       | AA Açucena (São Paulo)                          | [ 4 ]             |
| 1952 | Amparo AC (Amparo)                              | Acumuladores Durex FC (São Paulo)               | [ 4 ]             |
| 1953 | Johnson Clube do Brasil (São Paulo)             | EC Santa Sofia (Pedreira)                       | [ 4 ]             |
| 1954 | CA Pirassununguense (Pirassununga)              | Johnson Clube do Brasil (São Paulo)             | [ 11 ] [ 12 ]     |
| 1955 | AA Matarazzo (São Paulo)                        | AA Itapetininga (Itapetininga)                  | [ 11 ]            |
| 1956 | CR Nitro-Química (São Paulo)                    | Atlético Brasil Clube (Paraguaçu Paulista)      | [ 11 ]            |
| 1957 | EC Sampaio Moreira (São Paulo)                  | AA XI de Agosto (Tatuí)                         | [ 11 ]            |
| 1958 | EC Sampaio Moreira (São Paulo)                  | AA XI de Agosto (Tatuí)                         | [ 13 ]            |
| 1959 | Johnson Clube do Brasil (São Paulo)             | CA Flamengo (Araçatuba)                         | [ 14 ]            |
| 1960 | Usina São João FC (Araras)                      | AA Matarazzo (São Paulo)                        | [ 14 ]            |
| 1961 | Não foi realizado                               | Não foi realizado                               | Não foi realizado |
| 1962 | Usina São João FC (Araras)                      | AE Guarda Civil (São Paulo)                     | [ 14 ]            |
| 1963 | EC São José (Lençóis Paulista)                  | Gelomatic Clube (São Paulo)                     |                   |
| 1964 | EC São Geraldo (Sertãozinho)                    | AA Matarazzo (São Paulo)                        | [ 14 ] [ 15 ]     |
| 1965 | EC Usina Santo Antônio (Sertãozinho)            | AA Matarazzo (São Paulo)                        | [ 14 ] [ 16 ]     |
| 1966 | Paulista FC (Jundiaí)                           | AA Matarazzo (São Paulo)                        | [ 14 ]            |
| 1967 | Não foi realizado                               | Não foi realizado                               | Não foi realizado |
| 1968 | Guaraci Clube (Guaraci)                         | CA Parque da Mooca (São Paulo)                  | [ 14 ]            |
| 1969 | CA Parque da Mooca (São Paulo)                  | EC União (Tambaú)                               | [ 14 ]            |
| 1970 | Torino EC (Jaú)                                 | Máquinas Piratininga FC (São Paulo)             | [ 14 ]            |
| 1971 | Máquinas Piratininga FC (São Paulo)             | AE Industrial (Pindamonhangaba)                 | [ 14 ]            |
| 1972 | Santos EC (Andradina)                           | CA Pirelli (Santo André)                        | [ 14 ]            |
| 1973 | Não foi realizado                               | Não foi realizado                               | Não foi realizado |
| 1974 | AE Industrial (Pindamonhangaba)                 | Máquinas Piratininga FC (São Paulo)             | [ 14 ]            |
| 1975 | Não foi realizado                               | Não foi realizado                               | Não foi realizado |
| 1976 | Não foi realizado                               | Não foi realizado                               | Não foi realizado |
| 1977 | ADC Frum (São Paulo)                            | Rigesa EC (Valinhos)                            | [ 14 ]            |

### Campeonato Amador do Estado (1978–presente)
| Ano  | Campeão                                | Vice campeão                                        | Ref               |
| ---- | -------------------------------------- | --------------------------------------------------- | ----------------- |
| 1978 | ADC Rhodia (São José dos Campos)       | EC Sanbra (Bauru)                                   |                   |
| 1979 | ADC Rhodia (São José dos Campos)       | Palmeiras FC (Franca)                               |                   |
| 1980 | Torrinha EC (Torrinha)                 | Inca Jardinopolense (Jardinópolis)                  |                   |
| 1981 | Corinthians FC (Pindamonhangaba)       | Tabapuã FC (Tabapuã)                                |                   |
| 1982 | Corinthians FC (Pindamonhangaba)       | Usina Junqueira (Igarapava)                         |                   |
| 1983 | EC Votoran (Boituva)                   | Brodowski FC (Brodowski)                            |                   |
| 1984 | CA Brotense (Brotas)                   | São Joaquim FC (Tatuí)                              |                   |
| 1985 | Associaçâo Olímpica (Jardinópolis)     | Quatá FC (Quatá)                                    |                   |
| 1986 | Brodowski FC (Brodowski)               | Juventude Real Flamengo (Paulínia)                  |                   |
| 1987 | Quatá FC (Quatá)                       | Associaçâo Olímpica (Jardinópolis)                  |                   |
| 1988 | Katatumba Esporte (Piracicaba)         | Grêmio FC (Bragança Paulista)                       |                   |
| 1989 | EC Votoran (Boituva)                   | São João FC (Capela do Alto)                        |                   |
| 1990 | Vila Santista FC (Americana)           | SE Penha (Bragança Paulista)                        |                   |
| 1991 | Grêmio Igaraçuense (Igaraçu do Tietê)  | AA Paulicéia (Jaú)                                  |                   |
| 1992 | União FC (Valentim Gentil)             | Katatumba Esporte (Piracicaba)                      |                   |
| 1993 | Associaçâo Olímpica (Jardinópolis)     | AE Bandeirantes (Itatiba)                           |                   |
| 1994 | AA Pauliceia (Jaú)                     | União FC (Valentim Gentil)                          |                   |
| 1995 | AA Mocoembu (Dois Córregos)            | Estrela do Mar (São José dos Campos)                | [ 17 ]            |
| 1996 | AA Flamengo (Guarulhos)                | Cruzeiro FC (Bauru)                                 |                   |
| 1997 | GRE Triagem (Bauru)                    | Associação (Bariri)                                 |                   |
| 1998 | Nacional AC (Bauru)                    | Bandeirante (Suzano)                                |                   |
| 1999 | GRE Triagem (Bauru)                    | Social Econômico AC (São José dos Campos)           |                   |
| 2000 | AA Itapuí (Itapuí)                     | Jaraguá FC (Piracicaba)                             |                   |
| 2001 | AA Alvinlândia (Alvinlândia)           | Social Econômico AC (São José dos Campos)           |                   |
| 2002 | CA Bandeirante (Brodowski)             | EC Paraíso do Sol (São José dos Campos)             | [ 18 ]            |
| 2003 | SECH Sumarezinho (Hortolândia)         | Presidente Prudente FC (Presidente Prudente)        |                   |
| 2004 | CA Brotense (Brotas)                   | São Joaquim FC (Tatuí)                              |                   |
| 2005 | Santos FC (Presidente Prudente)        | SE Metalúrgicos (São Caetano do Sul)                |                   |
| 2006 | EC Parque das Nações (Santo André)     | AA Tacibense/Hinomoto (Taciba)                      | [ 19 ]            |
| 2007 | AA Estrela (Guarulhos)                 | Alvinlândia EC (Alvinlândia)                        |                   |
| 2008 | Real FC (Santo André)                  | EC Nacional da Vila Vivaldi (São Bernardo do Campo) | [ 20 ]            |
| 2009 | ADC Valtra (Mogi das Cruzes)           | ADC Stefani (Jaboticabal)                           | [ 21 ]            |
| 2010 | União da Vila Sá FC (Santo André)      | Sem Segredo EC (São José do Rio Preto)              | [ 22 ]            |
| 2011 | SA Boa Vista (Diadema)                 | América FC (Atibaia)                                | [ 23 ]            |
| 2012 | SA Boa Vista (Diadema)                 | CA Juventus (Itu)                                   | [ 24 ]            |
| 2013 | Ferroviários AC (Bragança Paulista)    | EC Nacional da Vila Vivaldi (São Bernardo do Campo) | [ 25 ]            |
| 2014 | Ferroviários AC (Bragança Paulista)    | AA Pontalindense (Pontalinda)                       | [ 26 ]            |
| 2015 | Vasco Vila Real FC (Guarulhos)         | EC Nacional da Vila Vivaldi (São Bernardo do Campo) | [ 27 ]            |
| 2016 | Ferroviários AC (Bragança Paulista)    | Garotos do América FC (Guarulhos)                   | [ 28 ]            |
| 2017 | SE Corinthians (São Bernardo do Campo) | Ferroviários AC (Bragança Paulista)                 | [ 29 ]            |
| 2018 | Ferroviários AC (Bragança Paulista)    | CA Bandeirante (Brodowski)                          | [ 30 ]            |
| 2019 | Ferroviários AC (Bragança Paulista)    | EC Sinésio Martins (São José dos Campos)            | [ 31 ]            |
| 2020 | Não foi realizado                      | Não foi realizado                                   | Não foi realizado |
| 2021 | Não foi realizado                      | Não foi realizado                                   | Não foi realizado |
| 2022 | CA Bandeirante (Brodowski)             | EC Santa Rita (São José dos Campos)                 | [ 18 ]            |
| 2023 | CA Bandeirante (Brodowski)             | EC Nacional da Vila Vivaldi (São Bernardo do Campo) | [ 32 ]            |
| 2024 | CA Bandeirante (Brodowski)             | Belenense FC (Mauá)                                 | [ 33 ]            |